# Drupa
drupa (dawniej także: DRUPA, z niem. Druck und Papier = Druk i papier) – największe na świecie targi sprzętu drukarskiego, odbywające się od 1951 roku co 3 do 5 lat w Düsseldorfie. Na targach prezentowane są m.in. maszyny drukarskie oraz sprzęt papierniczy i introligatorski .
W 2021 roku z powodu pandemii COVID-19 targi odbyły się w formie wirtualnej . 